# 胡安·古斯曼 (摄影师)
胡安·古斯曼（Juan Guzmán，1911年10月28日—1982年11月6日）是一位出生在德国的墨西哥攝影記者。在德國期間，他的名字叫汉斯·古特曼（Hans Gutmann）。西班牙内战爆發後，他從科隆來到西班牙，並且成為當地的战地摄影师，他當時也是国际纵队的一員。他把自己的名字改成胡安·古斯曼。西班牙内战結束後，古斯曼又逃到了墨西哥，並與政治立场相近的芙烈達·卡蘿成为友人。芙烈達·卡蘿和迭戈·里韋拉兩人不少照片就是由胡安·古斯曼拍攝的。最終胡安·古斯曼在墨西哥去世。